# هری راجائوناریمامپیانینا
هری راجائوناریمامپیانینا (انگلیسی: Hery Rajaonarimampianina؛ زادهٔ ۱ نوامبر ۱۹۵۸) یک سیاست‌مدار اهل ماداگاسکار است. راجائوناریمامپیانینا ۵مین رئیس جمهور این کشور است. وی از ۲۵ ژانویه ۲۰۱۴ این سمت را برعهده دارد.. وی جایگزین آندری راجولینا شده است. وی تحصیلات عالی خویش را در کبک کانادا انجام داده است. در سال ۲۰۰۹ وی پست وزارت دارایی و بودجه ماداگاسکار برگزیده شد.

## قرارداد آشتی ملی
در اردیبهشت‌ماه ۱۳۹۴ هری راجائوناریمامپیانینا از اجرای مفاد قرارداد آشتی ملی و آزادی رئیس جمهوری پیشین این کشور خبر داد. وی اعلام کرد که در راستای اجرای توافق آشتی ملی، مارک راوالومانانا، رئیس جمهوری پیشین این کشور از بازداشت خانگی آزاد می‌شود.
راوالومانانا، که در سال ۲۰۰۹ به آفریقای جنوبی رفته و در تبعید به سر می‌برد، ماه اکتبر ۲۰۱۴ به ماداگاسکار بازگشت و از آن زمان در حصر خانگی به سر می‌برد. دستگاه قضایی ماداگاسکار رئیس جمهوری پیشین این کشور را، به هنگام تبعید در آفریقای جنوبی، به طور غیابی محاکمه و او را به جرم دست داشتن در مرگ ۳۶ تظاهرکننده، به اعمال شاقه و حبس ابد محکوم کرد. این در حالی است که راوالومانانا همچنان بر بازگشت به صحنه سیاسی کشور تأکید می‌کند.